# 中里太郎右衛門 (13代)
13代中里太郎右衛門（じゅうさんだい なかざと たろうえもん、1923年（大正12年）5月31日 - 2009年（平成21年）3月12日）は、陶芸家、日本芸術院会員。本名・中里忠夫。法号・中里逢庵。佐賀県唐津市出身。日本工匠会会長。国際陶芸アカデミー会員。

## 人物
12代中里太郎右衛門（中里無庵）の長男であり、弟の中里重利、中里隆も陶芸家、自身の長男忠寛もまた14代中里太郎右衛門で伝統ある陶芸家の家系である。
進学に際しては後の作陶力向上のため絵画能力を重視した父無庵の意見により佐賀県立唐津中学校を経て美術学校である官立東京高等工芸学校工芸図案科に入学した経緯があった。
戦時中の1943年（昭和18年）には宮崎県の航空教育隊に入営、所属部隊が1945年5月に台湾の台北空港に展開、そのまま現地で終戦し1946年（昭和21年）まで台中で捕虜生活を経験した。
古唐津再興を成した実父中里無庵の跡を継ぎ古唐津焼を研究し、その中でも「叩き」の技法を基本として独自の作風を築いた。しかしながら父より受け継いだ古唐津スタイルの伝統を堅持しつつも芸術性の高いモダンな唐津焼を求めた。なお、無庵は古窯跡から出土した古陶片の研究により現代に古唐津の技法を蘇らせたことによりそれまでの京都風唐津焼スタイルを一変、安土桃山時代風の古唐津スタイルを確立させたことで人間国宝認定を受けている。
また作陶の傍らで唐津焼の起源を精力的に研究したことでも知られており、東南アジアなどを踏査した研究成果を多くの著作論文にまとめ積極的に発表し、2004年には提出した博士論文「唐津焼の研究」が京都造形芸術大学に認められ博士号を取得した。

## 略歴
- 1943年（昭和18年）、東京高等工芸学校（現千葉大学工学部）工芸図案科卒業[2]。
- 1951年（昭和26年）、陶彫「牛」により日展初入選[1]。
- 1965年（昭和40年）、現代工芸美術家協会視察団として欧州、中近東視察。
- 1967年（昭和42年）、日展会員となる[2]。
- 1969年（昭和44年）、13代中里太郎右衛門襲名[4]。
- 1981年（昭和56年）、「叩き唐津三島手付壺」により内閣総理大臣賞受賞[3]。
- 1984年（昭和59年）、「叩き唐津手付瓶」により日本芸術院賞受賞[5]。
- 1985年（昭和60年）、日展理事に就任[2]。
- 1992年（平成4年）、佐賀県重要無形文化財認定[2]。
- 1995年（平成7年）、唐津市政功労賞受賞[2]。同年紺綬褒章受章[2]。
- 1997年（平成9年）、紺綬褒章再受章[2]。
- 2000年（平成12年）、日本工匠会（日工会）会長就任[1]。
- 2002年（平成14年）、長男・忠寛に名跡を譲り、得度して逢庵と号する[1]。
- 2004年（平成16年）、京都造形大学より博士号を授与[2]。
- 2007年（平成19年）12月、日本芸術院会員となる。
- 2008年（平成20年）、旭日中綬章を受ける[6]。
- 2009年（平成21年）、3月12日慢性骨髄性白血病のため死去。85歳没[3]。叙正五位[7]。

## 作品
全て陶芸作品。
- 「唐津翡翆黒花陶板」（1990年）知足美術館蔵[2]。
- 「絵唐津老松白鷺大皿」（1996年）知足美術館蔵。

## 著書
- 中里逢庵『唐津焼の研究』河出書房新社、2004年5月21日。ISBN 978-4309905761。
- 中里 太郎右衛門『唐津 (日本陶磁大系)』平凡社、1989年6月1日。ISBN 978-4582235135。

## 記事・論文
- 中里逢庵、稲越功一『シリーズ・マイ・ライフ・スタイル(6)唐津焼の至宝 中里逢庵--伝統のなかにいまを生きる』穹+、2002年、p.51-55頁。国立国会図書館書誌ID:6340316。

「陶説」（日本陶磁協会）
- 『最上位稲荷さんと唐人町御茶碗窯』2006年3月、p.13-15頁。国立国会図書館書誌ID:7856225。
- 『斑唐津の源流』2008年9月、p.19-21頁。国立国会図書館書誌ID:9631806。
- 『南海から出土する古唐津--三島唐津と二彩唐津』2006年3月、p.37-42頁。国立国会図書館書誌ID:8592958。
- 『叩き黒唐津四方耳付水指』2007年8月、p.13-15頁。国立国会図書館書誌ID:8907004。
- 『多久高麗谷窯と類似の古唐津諸窯--多久高麗谷窯の陶片調査より』2006年3月、p.40-44頁。国立国会図書館書誌ID:7856267。
- 『「古唐津と太郎右衛門窯展」によせて』2004年8月、p.29-38頁。国立国会図書館書誌ID:7052559。
- 『座談会・古唐津を語る(上)』2006年3月、p.26-39頁。国立国会図書館書誌ID:7856259。
- 『座談会・古唐津を語る(下)』2006年6月、p.28-38頁。国立国会図書館書誌ID:7980603。